# Quiste de Tornwaldt

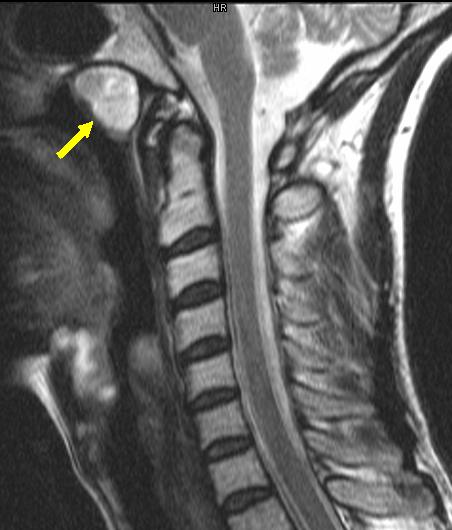
Quiste de Tornwaldt en una imagen por resonancia magnética potenciada en T2, en un corte sagital.

Los quistes de Tornwaldt son una lesión quística benigna que aparece en la región posterior y superior de la nasofaringe. Reciben su nombre por el médico alemán Gustav Ludwig Tornwaldt.

## Descripción
Se sitúan en la línea media, entre ambos músculos largos de la cabeza, y son un hallazgo encontrado hasta en un 4 % de las autopsias. Casi siempre son asintomáticos, aunque en los raros casos en los que se produce sobreinfección, puede provocar mal aliento, dolor de cabeza, goteo postnasal o disfunción de la trompa de Eustaquio con pérdida de audición y otitis media.
Su origen está en una dilatación de la bursa faríngea, un remanente embrionario de la conexión entre la nasofaringe y la notocorda, aunque también se ha propuesto que en ocasiones pueden aparecer como secuelas de una cirugía o tratamiento con radioterapia. Están recubiertos de epitelio respiratorio, con escasos linfocitos, y rellenos de un líquido rico en proteínas.
En resonancia magnética, presentan una intensidad entre intermedia y alta en las secuencias potenciadas en T1, en función de la cantidad de proteínas que contengan, así como hiperintensidad en secuencias potenciadas en T2 y FLAIR.